# Ángulos del viento

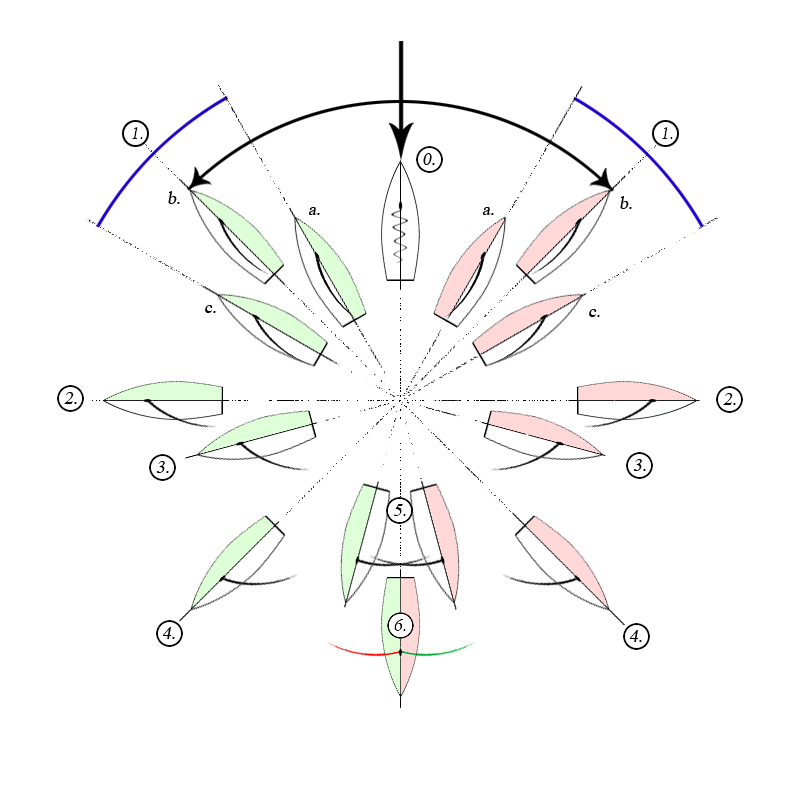
Los diferentes ángulos del viento. La flecha negra en la parte superior representa la dirección del viento.

Definimos ángulos del viento  las diferentes orientaciones que un barco de vela mantiene respecto a la dirección del viento.
La propulsión en los barcos de vela se produce por un fenómeno similar a la sustentación de un ala de avión, la diferencia de presión generada por el viento en las dos «caras» de la vela hace avanzar el barco, combinada con la resistencia de la quilla (orza según el caso) al desplazamiento lateral.
Cuando cambia la dirección del viento respecto al eje longitudinal del buque (línea de crujía) obliga al navegante a cambiar de amura la vela del barco para aprovechar mejor la fuerza del viento sobre las velas.
Para indicar la dirección del viento respecto al eje longitudinal de la embarcación se desarrolló un sistema convencional que divide el ángulo entre proa y popa del barco (que corresponde a 180 º) en 16 cuartas, que corresponden a 11 ° 15 'cada una.
Convencionalmente pues, la dirección del viento se expresa en cuartas, proporcionando una indicación inmediatamente comprensible entre el patrón de la embarcación y los marineros, para los ajustes que deban hacerse a las velas, o con unos términos más amplios: de ceñida o bolina, a un descuartelar, al través, por la aleta, de popa o empopada y popa redonda.